# Miodrag Belodedici
Miodrag Belodedici (Socol, província de Caraş-Severin, Romania, 20 de maig de 1964) és un exfutbolista romanès. Jugava de defensa, considerat el millor d'Europa al seu moment.
Al llarg de la seva carrera va guanyar dues Copes d'Europa, sent el primer jugador en fer-ho per a dos equips diferents, i va disputar el Mundial de 1994.

## Trajectòria
Belodedici va néixer en una família d'origen serbi de la comuna de Socol, situada prop de la frontera amb l'antiga Iugoslàvia. Va iniciar la seva carrera en les divisions inferiors del modest Minerul de Moldova Nouă. El 1981 va ser triat per a jugar pel Luceafărul de Bucarest, equip format per la Federació Romanesa de Futbol amb el propòsit de reunir en un sol conjunt a les majors promeses futbolístiques del país. A l'any següent va ser transferit a l'Steaua de Bucarest, amb el qual va guanyar la lliga el 1985, 1986, 1987 i 1988 i la copa el 1985, 1987 i 1988, a més de la Copa d'Europa de 1986 i la Supercopa d'Europa del mateix any.
El 1988, amb el dictador Nicolae Ceauşescu encara en el poder a Romania, va sol·licitar asil polític a Iugoslàvia, país on va fitxar per l'Estrella Roja. En el seu primer any en el club de Belgrad només va poder disputar partits amistosos, a causa d'irregularitats en el seu contracte. Paral·lelament, el règim socialista romanès el va declarar culpable de traïció i el va condemnar a deu anys de presó in absentia. No obstant això, els càrrecs en la seva contra van ser aixecats després de la Revolució de 1989.
Amb l'Estrella Roja es va coronar campió de la lliga iugoslava el 1990, 1991 i 1992, i de la copa el 1990. També va obtenir la seva segona Copa d'Europa, la de 1991, i la Copa Intercontinental del mateix any.
El 1992 va signar pel València, on tot i no triomfar, va disputar 76 partits en dos temporades. Després de dos anys va ser cedit al Reial Valladolid. El 1995 va fitxar pel Vila-real CF, en aquesta època en Segona Divisió. A l'any següent va esdevenir jugador de l'Atlante de Mèxic, on va coincidir amb el seu compatriota Ilie Dumitrescu.
Després de dos anys en el país asteca, va tornar l'Steaua de Bucarest, amb el qual va guanyar la copa el 1998 i la lliga en 2001, després de l'obtenció de la qual va posar punt final a la seva carrera com futbolista.
Continua vinculat a València, on resideix la seua filla, i juntament amb Adrian Ilie, obrí una escola del València CF en el seu país natal.

## Internacional
Belodedici va jugar 55 partits per la selecció de Romania, en els quals va marcar 5 gols. Va debutar amb els Tricolorii el 1986, en un partit contra Noruega. Va disputar la Copa del Món de 1994, en la qual el seu equip va caure en quarts de final davant Suècia, després d'eliminar a Argentina en vuitens. També va participar en les Eurocopes de 1996 i 2000.

## Clubs
| Club            | Lliga     | Any       |
| --------------- | --------- | --------- |
| Steaua Bucarest | Romanesa  | 1982-1988 |
| Estrella Roja   | Iugoslava | 1988-1992 |
| València        | Espanyola | 1992-1994 |
| Valladolid      | Espanyola | 1994-1995 |
| Vila-real CF    | Espanyola | 1995-1996 |
| Atlante         | Mexicana  | 1996-1998 |
| Steaua Bucarest | Romanesa  | 1998-2001 |